# Dinamo Kungur
Dinamo Kungur (ros. Футбольный клуб «Динамо» Кунгур, Futbolnyj Kłub "Dinamo" Kungur) – rosyjski klub piłkarski z siedzibą w Kungurze, w kraju Permskim.

## Historia
Chronologia nazw:
- ???–1936: Trudowaja Kommuna Kungur (ros. «Трудовая коммуна» Кунгур)
- 1937–???: Dinamo Kungur (ros. «Динамо» Кунгур)

Piłkarska drużyna Trudowaja Kommuna Kungur została założona w mieście Kungur, dopiero od 1937 nazywała się Dinamo Kungur.
W latach 1936–1938 zespół startował w rozgrywkach Pucharu ZSRR.
Później już nie uczestniczył w rozgrywkach na poziomie profesjonalnym, a występował w turniejach lokalnych, dopóki nie przestał istnieć.

## Sukcesy
- 1/32 finału Pucharu ZSRR: 1936